# Dyschoriste rubiginosa
Dyschoriste rubiginosa är en akantusväxtart som beskrevs av T.P. Ramamoorthy och D.C. Wasshausen. Dyschoriste rubiginosa ingår i släktet Dyschoriste och familjen akantusväxter. Inga underarter finns listade i Catalogue of Life.